# This Time (álbum)
This Time é o quarto álbum de estúdio a solo da cantora britânica Melanie C, lançado em 2007. O álbum obteve quatro singles: "The Moment You Believe", "I Want Candy", "Carolyna" e "This Time".

## Faixas
1. "Understand" - 3:43
2. "What If I Stay" - 3:17
3. "Protected" - 4:37
4. "This Time" - 3:32
5. "Carolyna" - 3:21
6. "Forever Again" - 3:44
7. "Your Mistake" - 3:55
8. "The Moment You Believe" - 3:35
9. "Don't Let Me Go" - 3:57
10. "Immune" - 4:47
11. "May Your Heart" - 4:04
12. "Out Of Time" - 3:47
13. "I Want Candy" - 3:24